# Мартиросов, Роллан Гургенович
Ролла́н Гурге́нович Мартиро́сов (арм. Ռոլանդ Գուրգենի Մարտիրոսյան; 6 октября 1935, Москва — 27 февраля 2020, Москва) — авиаконструктор, Герой Труда Российской Федерации (2017).

## Биография
Родился 6 октября 1935 года в Москве. Имеет армянское происхождение.
- В 1959 году окончил Московский авиационный институт. Тогда же начал трудовую деятельность в ОКБ-51 Министерства авиационной промышленности СССР, в отделе перспективных проектов.
- В период 1962—1963 годы возглавлял разработку вертикально взлетающего бомбардировщика.
- В 1985 году назначен техническим руководителем работ по установлению мировых рекордов на самолёте П-42, которые увенчались установлением 27 мировых рекордов.
- В 1991 году вступил в должность главного конструктора фронтового бомбардировщика Су-34 (самолёт уже проходил лётные испытания с 13.04.1990).
- В 2017 году Министерство обороны РФ получило 16 новых Су-34; их общее количество в ВКС РФ составило 110 самолётов.

Умер в Москве 27 февраля 2020 года.

## Награды
- Закрытым Указом Президента РФ от 2017 года присвоено звание Героя Труда Российской Федерации.
- Орден Дружбы (1999)
- Орден Александра Невского (2016)[8]
- Орден «Знак Почёта»
- Почётный авиастроитель СССР